# Mel Lisboa
Mel Lisboa (Porto Alegre, 17 de enero de 1982) es una actriz brasileña.

## Biografía
Es hija de la astróloga Claudia Lisboa Alves y del músico Luíz Alberto Nunes Alves.
Estudió cinematografía en la Universidad Federal Fluminense (UFF), en Niterói, pero abandonó sus estudios para seguir su carrera artística. Es conocida por interpretar el papel principal en La presencia de Anita, una gran miniserie de Rede Globo.
Fue parte de la portada en la revista Playboy, en agosto de 2004. En 2007, lanzó el libro,Mundo Afora-Diário de Bordo de Mel Lisboa y se convirtió en presentadora del canal GNT.
Ha ganado varios premios a lo largo de su carrera, entre ellos el premio Kikito 2006 a la mejor actriz, en el Festival de Gramado. Este premio lo recibió por su actuación en Sonhos e Desejos (Sueños y Deseos) 
Actualmente reside en la ciudad de São Paulo, aunque también tiene residencia en Río de Janeiro.

## Vida privada
Está casada con el músico Felipe Roseno, con quien tiene dos hijos. 

## Filmografía

### Televisión
- La presencia de Anita (Anita, 2001)
- Deseos de mujer (Gabriela Diniz, 2002)[1]
- Como una ola (Lenita Paiva, 2004)
- Siete pecados (Carla da Silva, 2007)
- Sansón y Dalila (Dalila, 2011)
- Moisés y los diez mandamientos (Henutmire (1ª fase), 2015)
- Lili, a Ex (Nadine, episodio: "Fantasma!", 2016)[2]
- A Herança (Luciana Ferreira Reis 2017)
- Pacto de Sangue, (Gringa, 2017)[3]
- Prata da Casa (Marina Sampaio, episodio: "Fama", 2017)[4]

### Cine
- A Cartomante (Vitória, 2003)
- El casamiento de Romeo y Julieta (Joana, 2005)
- Sueños y Deseos (2006)

## Teatro
- Hay plazas para bellas de fino trato (Lúcia, 2003)
- Brutal (Sol, 2003)
- Luluzinhas (Agnes, 2003)
- Confesiones de adolescente (2004)
- Mordiendo los Labios (Eleonora, 2006)
- Rita Lee Vive al lado (Rita Lee, 2016)
- Roque Santeiro – O Musical	(Santinha, 2017)